# آکیهیکو یوشیدا
آکیهیکو یوشیدا (به ژاپنی: 吉田 明彦 Yoshida Akihiko) متولد ۱۵ فوریه ۱۹۶۷، یک هنرمند بازی ویدئویی ژاپنی است. یوشیدا در سال ۱۹۹۵ و پیش از ادغام این شرکت با شرکت انیکس به اسکوئر پیوست. او در سپتامبر ۲۰۱۳ از اسکوئر انیکس جدا شد و شروع به کار به‌صورت کارمزدی کرد. در اکتبر ۲۰۱۴، او مدیریت شرکت سای‌دزیگنیشن، یکی از زیرمجموعه‌های سای‌گیمز را بر عهده گرفت. او به خاطر کار روی مجموعه فاینال فانتزی مشهور است. در کنار کار روی مجموعه فاینال فانتزی، او روی عناوین دیگری مانند نیئا: اتوماتا هم کار کرده است.